# Akio Tanaka (Mangaka)
Akio Tanaka (jap. たなか 亜希夫, Tanaka Akio; * 6. Januar 1956 in Ishinomaki, Präfektur Miyagi, Japan) ist ein japanischer Manga-Zeichner.

## Leben
Tanaka gehörte neben etwa Rumiko Takahashi und Caribu Marley zu den ersten Absolventen der 1977 von Kazuo Koike gegründeten Privatschule Gekiga Sonjuku, die sich vor allem auf das Comiczeichnen und -schreiben spezialisiert hat. In den 1980er Jahren begann er, als professioneller Zeichner zu arbeiten.
Gemeinsam mit dem bekannten Szenaristen Caribu Marley schuf er die erfolgreiche Manga-Serie Meisōō Border, die von 1986 bis 1989 wöchentlich im Manga-Magazin Manga Action erschien. Das Manga Action richtet sich, wie die meisten anderen Magazine, für die Tanaka arbeitet, vorwiegend an erwachsene Männer, veröffentlicht also Seinen-Mangas. Meisō ou Border umfasst ungefähr 3100 Seiten und ist vom Futabasha-Verlag auch in vierzehn Sammelbänden herausgebracht worden.
Ebenfalls mit Caribu Marley zusammen schuf er 1986 für Manga Action die einen Sammelband umfassende Manga-Serie A hōmansu, die noch im selben Jahr von Yūsaku Matsuda verfilmt wurde. Es folgten weitere kleinere Arbeiten für Futabasha und das Manga Action-Magazin, darunter Hito ga hito o aisuru koto no dō shiyō mo nasa gemeinsam mit Takashi Ishii. Eine längere Serie kam erst mit Crash! Masamune wieder, das er von 1995 bis 1998 nach einer Geschichte von Nobuya Kobayashi kreierte.
Nur die Zeichnungen liefert Tanaka auch für seinen bislang größten Erfolg, Shamo, an dem er seit 1998 mit Izō Hashimoto arbeitet, der für das Schreiben der Geschichte zuständig ist. Shamo handelt von einem Sechzehnjährigen aus einer wohlhabenden Familie, der seine Eltern ermordet, anschließend in ein Gefängnis für Jugendstraftäter kommt und danach eine erfolgreiche Karriere als Karateka startet. Bis 2003 war der Manga im Manga Action, wechselte allerdings nach dessen kurzzeitiger Einstellung zum Evening-Magazin des Kōdansha-Verlages, wo er seitdem erscheint. Bislang besteht die Serie aus circa 5000 Seiten in 25 Sammelbänden. (Stand: Februar 2007) Shamo war 2003 für den Osamu-Tezuka-Kulturpreis nominiert, wurde aber nicht ausgezeichnet.
Von 2003 bis 2005 erschien im Morning-Magazin, einem der auflagenstärksten Manga-Magazine für erwachsene Männer, seine ungefähr 850-seitige Comicserie Glaucos über einen Jungen, der Apnoetauchen als Extremsport betreibt und eine besondere Verbindung zum Meer zu haben scheint. Ab 2004 publizierte Kōdansha Glaucos in vier Sammelbänden.
Sein Werk wird unter anderem ins Spanische, Französische und Deutsche übersetzt.

## Werke (Auswahl)
- Meisōō Border (迷走王ボーダー), 1986–1989
- A hōmansu (ア・ホーマンス), 1986
- Fujiwara-kun (フジワラくん), 1989
- Minami kaiki sen (南回帰船), 1990–1991
- Samurai Nippon (侍にっぽん), 1991
- Rakkīman (らっきーまん), 1992–1993
- 20-seiki Densetsu (20世紀伝説), 1994–1995
- Hito ga Hito o Aisuru Koto no Dōshiyō mo nasa (人が人を愛する事のどうしようもなさ), 1995
- Crash! Masamune (クラッシュ!正宗), 1995–1998
- Shamo (軍鶏), seit 1998
- Glaucos (グロコス), 2003–2005

| Personendaten    | Personendaten              |
| ---------------- | -------------------------- |
| NAME             | Tanaka, Akio               |
| ALTERNATIVNAMEN  | たなか 亜希夫 (japanisch)  |
| KURZBESCHREIBUNG | japanischer Manga-Zeichner |
| GEBURTSDATUM     | 6. Januar 1956             |
| GEBURTSORT       | Präfektur Miyagi, Japan    |